# 2036
2036 (MMXXXVI) kommer att bli ett skottår som börjar en tisdag i den gregorianska kalendern.

## Framtida händelser

### April
- 13 april – Asteroiden Apophis riskerar att kollidera med jorden.

### Maj
- 25 maj - Asteroiden 66391 Moshup[1] riskerar att kollidera med jorden.

### Okänt datum
- De 36:e olympiska sommarspelen förväntas äga rum.